# Johann Georg Lampe
Johann Georg Lampe (* vor 1775 in Hamburg; † 5. Juni 1813) war ein deutscher lutherischer Theologe und Geistlicher.

## Leben
Johann Georg Lampe wandte sich in Helmstedt dem Theologiestudium zu und wurde anschließend, am 9. Juni 1775, in Hamburg theologischer Kandidat. Im April 1781 suchten die Vorsteher der deutschen lutherischen Gemeinde in Archangelsk einen Prediger für ihre Gemeinde und wandten sich an den Hamburger Senator Dorner. Als dieser Lampe empfahl, wurde jener am 9. Mai zu Hamburg ordiniert und reiste nun nach Archangelsk.
Am 21. Juli 1783 wurde Lampe zum Prediger der deutschsprachigen St.-Petri-Gemeinde in St. Petersburg ernannt. Dort kümmerte er sich insbesondere um Arme und Kranke, so gründete er einen Verein für die Krankenpflege von Armen mit seinem Freund Guckenberger.

## Werke
- Trauerrede bei der Leiche von Warel (St. Petersburg 1781)
- Kanzelrede zum Gedächtniß des Russisch-kaiserlichen wirklichen geheimen Raths Otto Hermann von Viettinghoff, genannt von Scheel (St. Petersburg 1792)
- Auch ein Wort an das hiesige teutsche Publicum (St. Petersburg 1792)
- Nachrichten von der Anstalt für arme Kranke in St. Petersburg, nebst drei Fortsetzungen (1793)